# Bã đậu nành
Bã đậu nành (có khi gọi là bã đậu) là một thành phần từ hạt đậu nành thu được, sau quá trình sàng lọc để làm sữa đậu nành, váng đậu, đậu phụ .thức ăn này thu được khi đã xay nhuyễn phần đậu đã tách, ép lấy dầu thông qua quá trình tinh chiết hoặc dùng dung môi hoà tan. 

## Bã đậu trong tiếng Việt
Trong tiếng Việt từ bã đậu hay đầu óc bã đậu dùng để chỉ người có đầu óc ngu đần, không được việc gì.